# Til Brugman
Mathilda Maria Petronella „Til“ Brugman (* 16. September 1888 in Amsterdam; † 24. Juli 1958 in Gouda) war eine niederländische Übersetzerin und Schriftstellerin. Von 1926 bis 1936 lebte und arbeitete sie zuerst in Den Haag und später in Berlin zusammen mit der deutschen Künstlerin Hannah Höch. Im Jahr 1935 schrieb sie Scheingehacktes. Grotesken mit Zeichnungen von Hannah Höch. Im 1952 erhielt sie für ihr gesamtes Werk den Marianne-Philips-Preis.

## Werke
- Scheingehacktes. Zeichnungen von Hannah Höch. "Die neue Reihe" Band 22/23, Verlag Die Rabenpresse, Berlin 1935.
- Bodem. Marcus van Boven, Gods knaap. De Bezige Bij, Amsterdam 1946.
- Tijl Nix de tranendroger.  De Arbeiderspers, Amsterdam 1948.
- De houten Christus.  De Driehoek, s Graveland 1949.
- Wiben en de katten.  Wereldbibliotheek, Amsterdam 1951.
- Maras Puppe. Eine Puppe erzählt aus ihrem Leben. Innenbilder: Irene Schreiber. Übersetzung von Hans Mertineit. Ensslin & Laiblin, Reutlingen 1952.
- Spanningen.  Contact, Amsterdam 1953.
- De vlerken.  Wereldbibliotheek, Amsterdam 1953.
- Kinderhand.  De Beuk, Amsterdam 1954.
- De zeebruid. Wereldbibliotheek, Amsterdam 1956.
- Eenmal vrienden, altijd vrienden. Ploegsma, Den Haag 1957.
- Spiegel en lachspiegel.  Querido, Amsterdam 1959.
- Wat de pop wist.  Leopold, Den Haag 1963.
- Tot hier toe en nog verder. Notities. Avalon Pers, Woubrugge 1979.
- 5 Klanggedichten.  Lojen Deur Pers, Heemstede 1981.
- Even anders. Vier rabbelverzen. Avalon Pers, Woubrugge 1989.
- Das vertippte Zebra. Lyrik und Prosa. Hrsg.: Marion Brandt. Hoho-Verl. Hoffmann, Berlin 1995, ISBN 3-929120-03-8.